# Parthische Sprache

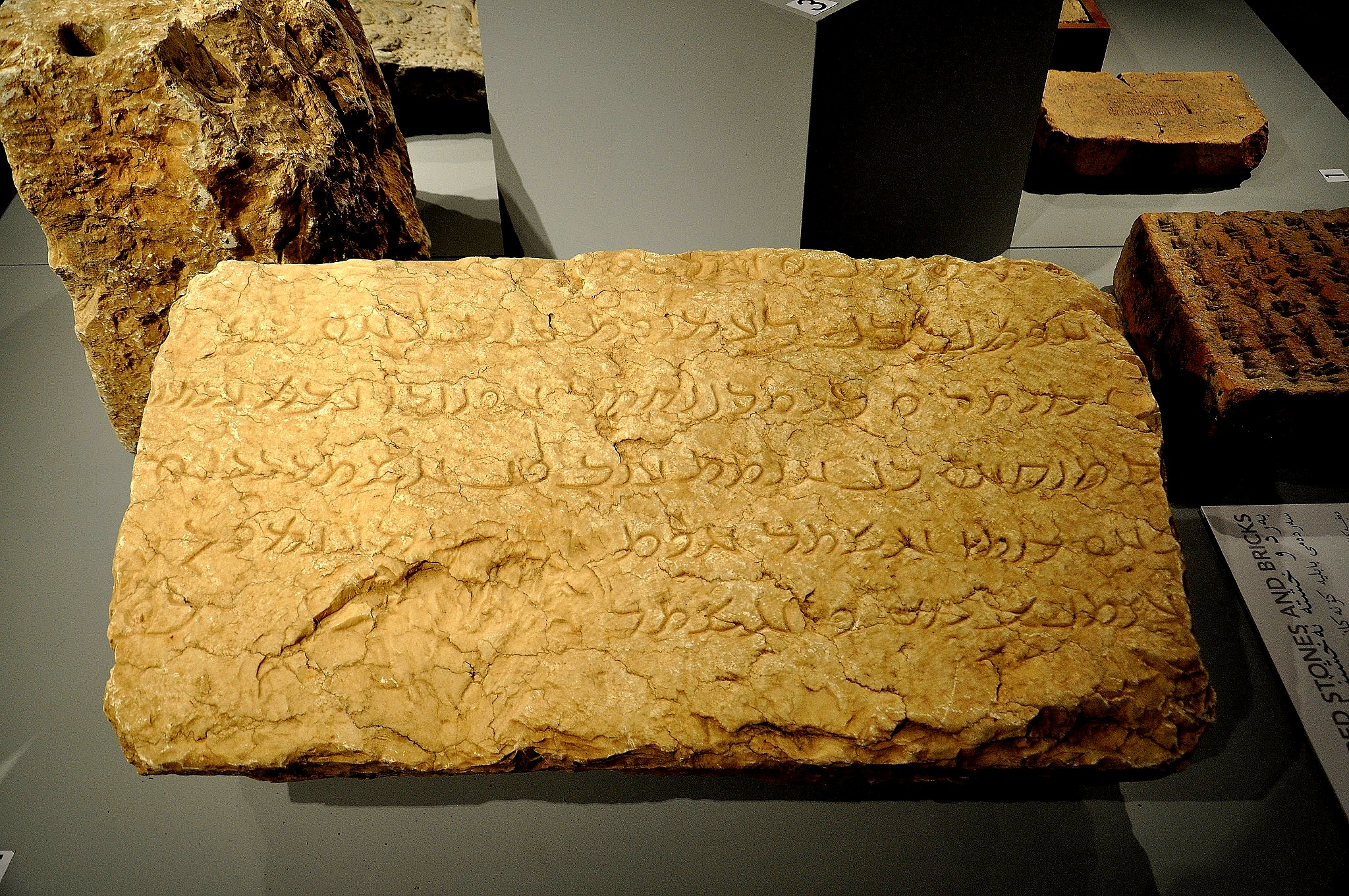
In Parthischer Sprache geschriebener Text

Das Parthische ist eine ausgestorbene mitteliranische Sprache. Sie war die Sprache Parthiens (altpersisch Partθava), der historischen Landschaft, die ungefähr den Regionen Chorasan und Golestan sowie dem heutigen Turkmenistan entspricht. Sprachgeschichtlich hat das Parthische als Hof- und Verwaltungssprache des von der Arsakiden-Dynastie (247 v. Chr. bis 224 n. Chr.) beherrschten Reiches Bedeutung erlangt (→ Partherreich).

## Material
Die wichtigsten und sichersten Sprachzeugnisse des Parthischen stammen allerdings nicht aus arsakidischer, sondern erst aus sassanidischer Zeit, da Dichtung und religiöse Tradition zunächst vornehmlich mündlich überliefert wurden, die Münzen lange Zeit, bis zur Mitte des 1. Jahrhunderts n. Chr., griechische Legenden trugen und die wirklich in parthischer Schrift geschriebenen Zeugnisse noch so viel aramäische Heterogramme in sich tragen, dass man für das Parthische daraus kaum etwas gewinnt. Diese Einschätzung zielt gleichermaßen auf die wenigen Felsinschriften in parthischer Schrift und Sprache (etwa von Sarpol-e Sahab im Zāgros-Gebirge) wie auf die kleinen Gefäßinschriften; aber grundsätzlich gilt sie ebenso für die Dokumente auf Ostraka aus Schahr-i Qumis (Hekatompylos im Nordostiran) und die aus dem Archiv von Nisa (Turkmenistan) mit weit über 2000 Ostraka-Fragmenten des 1. Jahrhunderts v. Chr., die Weinlieferungen und Lebensmittelzuteilungen betreffen, sowie für die Pergamenturkunden aus Hawraman (Westiran).
In sassanidischer Zeit ist den frühesten Königsinschriften von Ardaschir I., Schapur I. und Narseh neben der mittelpersischen (und teils einer griechischen) eine parthische Version beigegeben, insbesondere den umfangreichsten und historisch bedeutsamsten Texten, dem Tatenbericht Schapurs von der sogenannten Kaʿbe-ye Zartuscht in Naqsch-e Rostam und der Narseh-Inschrift von Paikuli. Aus dieser Epoche, nämlich aus der Zeit der persischen Besatzung der Stadt, stammen auch verschiedene parthische Texte (Wandinschriften und ein Brief auf Pergament) aus Dura Europos am Euphrat. Dem Umfang nach an der Spitze stehen aber die Fragmente manichäischer Texte in parthischer Sprache, die in Turfan (Chinesisch-Turkestan) gefunden worden sind und aus sassanidischer oder jüngerer, nach-sassanidischer Zeit stammen. In den Manichäer-Gemeinden Mittel- und Zentralasiens hat sich das Parthische als Kirchensprache, bevor es durch das alttürkische Uigurische und das Neupersische verdrängt wurde, nämlich noch sehr lange über die Blütezeit des parthischen Manichäismus hinaus, vermutlich bis ins 13. Jahrhundert gehalten, als dieser im Mutterland schon längst untergegangen war.
Überliefert ist das parthische Streitgedicht Draxt-i Asurig.

## Schrift
Die Interpretation dieser manichäisch-parthischen Texte wird – und hieraus erklärt sich ihre Vorrangstellung – dadurch erleichtert, dass sie wie die manichäischen Texte der anderen iranischen Völker in der von Mani eigens für das Mittelpersische auf palmyrenisch-aramäischer Basis geschaffenen Schrift (die manichäische Schrift) geschrieben sind, die von der heterographischen Tradition frei ist und deshalb die tatsächliche Lautung der Wörter (im 3. Jahrhundert n. Chr.) genauer erkennen lässt.

## Bedeutung
Von der in parthischer Sprache geschriebenen Literatur sind nur indirekte Spuren nachzuweisen, da zwei Werke des mittelpersischen Schrifttums der spät- oder nachsassanidischen Zeit erwiesenermaßen auf parthische Vorbilder zurückgehen, die sich in der Bewahrung parthischer Wörter noch greifen lassen. Diese beiden Werke sind das Rangstreitgedicht Dracht i asuirig „Der assyrische Baum“ (d. h. die Palme, die sich mit der Ziege darüber streitet, wer denn das nützlichere und das „bessere“ Geschöpf ist) und das „Gedenkwerk Zarers“ (Ayadgar i Zareran), ein Buch epischen Charakters, das auch viele Kennzeichen mündlicher Epik wie feste Epitheta oder stereotype Wiederholungen aufweist.
Die dominierende Position des Parthischen in Iran und seinen Nachbargebieten während der Arsakidenherrschaft, das hier als Träger iranischer Kultur im gesamten Vorderen und Mittleren Orient eine bedeutsame Rolle spielte, hat dazu geführt, dass parthische Wörter in großer Zahl in andere Sprachen eingedrungen sind: in das Mittelpersische (von dort aus weiter in das Neupersische) und die sogdische Sprache, außerhalb des iranischen Bereiches in das Aramäische (einschließlich Syrisch und Mandäisch) und ganz besonders in das Armenische. Dort machen diese infolge jahrhundertelanger unmittelbarer politischer Abhängigkeit ungemein zahlreich vorhandenen Fremdelemente einen wesentlichen Bestandteil der Sprache aus, der nicht nur den Wortschatz, sondern auch bestimmte Wortbildungselemente, die Phraseologie und Namen aller Art betrifft.
Diese reiche Nebenüberlieferung des Parthischen in vielen Sprachen (insbesondere aber im Armenischen mit seiner die Vokale eindeutig bezeichnenden Schrift) hat es ermöglicht, den Lautstand des älteren (Mittel-)Parthischen festzustellen, der durch das heterographische Schriftsystem und die in extremer Weise historisierende Graphie der in parthischer (Pahlavik-)Schrift geschriebenen Texte verborgen wird. Die parthischen Texte der Manichäer (in manichäischer Schrift) bieten dagegen ein recht genaues Bild über den Lautstand der späteren Sprache.

## Die auffällige Gemeinsamkeit mit der heutigen Zaza-Sprache
Nach einer These des deutschen Iranisten Friedrich Carl Andreas von 1906 waren die im südkaspischen Gebiet lebenden parthisch-stämmigen Dailemi (Dêlemî) Vorfahren der Zazas, woraus sich eine der heutigen Bezeichnungen für die Zaza, nämlich „Dimili“ erklären könnte. Diese These wurde schon vorher unabhängig vom armenischen Historiker Antranig 1900 vertreten und fand später Unterstützung vom russischen Orientalisten Wladimir Minorski und von den deutschen Iranisten Oskar Mann und Karl Hadank. Der Indogermanist Jost Gippert legte in seinem Artikel über die historische Entwicklung des Zazaischen dessen diachrone Nähe zum Parthischen dar. Die folgende Tabelle ist aus seinem Artikel entnommen.
Ähnlichkeiten zwischen Parthisch und Zazaisch im Zaza-Alphabet:
| Parthisch      | Zazaisch     | Bedeutung     |
| -------------- | ------------ | ------------- |
| bermādan       | bermaene     | weinen        |
| wād            | va           | Wind          |
| wāxtan         | vatene       | sagen         |
| man vāxtehēndē | mı vatêne    | ich sagte     |
| az vājān       | ez vacan     | dass ich sage |
| az kerān       | ez (bı)keran | dass ich tue  |
| wxardan        | werdene      | essen         |
| wxaş           | weş          | gut, wohl     |
| wxār           | wae          | Schwester     |
| ber            | ber          | Tür           |
| hrē            | hirê         | drei          |
| çefrest        | çewres       | vierzig       |